# Klášter voršilek (Praha)
Klášter sester voršilek v Praze je barokní komplex staveb kláštera se dvěma dvory, zahradou a školou sester řádu svaté Voršily (uršulinek) čp. 139/II. Nachází se při kostele svaté Voršily na Národní třídě 8, ve Voršilské ulici 3, 5 a v Ostrovní ulici 11 na Novém Městě pražském. Má dva vchody, hlavní vstup do kláštera je z přes dvůr z Ostrovní ulice, bývalá fortna a postranní (služební) vchod je z Národní třídy přes vrátnici Endokrinologického ústavu.

## Historie

### Od gotiky do roku 1679
První komunita sester voršilek přišla do Prahy 9. října 1655 z Lutychu na pozvání hraběnky Sibyly z Lamboy a dostala provizorní ubytování na Malé Straně, nejdříve na Nových zámeckých schodech a roku 1658 na Újezdě. V roce 1664 voršilky zakoupily novoměstský dům Příchovských se sladovnou, cihelnou a vápenkou u bývalého staroměstského příkopu, patřící ke staré zástavbě přibližně v dnešní jižní frontě Národní třídy. Sladovna a cihelna náležely k Terklerovskému domu, pocházejícímu ještě z gotické zástavby Nového Města, vznikly pravděpodobně v závěru 14. století a do současnosti se z nich dochovaly kamenné klenby sklepů a substrukce gotického zdiva v přízemí. V roce 1651 to byly dva domy, jako vlastníci se připomínali Zbyněk Wintrfeld a Mikoláš Hložek. Voršilky si v těchto objektech zřídily svůj první prozatímní konvent. V letech 1666–1667 přikoupily ještě další domy ve Voršilské ulici, z nichž jeden v letech 1408–1410 vlastnil jakýsi Václav kameník. Roku 1686 získaly nárožní dům zvaný Trenčín podle majitele z roku 1532 Jana Jíchy Trenčínského. V letech 1672–1673 získaly dva domy při Ostrovní ulici a v roce 1675 sousední okrasnou zahradu, jejíž malou část s jabloní mají ve dvoře kláštera dosud. Roku 1669 dostaly také dům poblíž řeky, který spojením ze tří starších domků v roce 1665 postavil a vlastnil architekt Gion Decapauli.
Objekty byly strženy a následně v roce 1674 pražský arcibiskup Matouš Ferdinand Sobek z Bílenberka slavnostně posvětil základní kámen novostavby. V letech 1674–1679 byl vystavěn raně barokní komplex kláštera a přilehlé internátní školy. Již 11. července 1676 byly voršilky slavnostně uvedeny do nového konventu s kaplí, zatímco výstavba ostatních objektů pokračovala. Vstupní portál je datován 1677 a portál do refektáře letopočtem 1679. Stavitelem byl pravděpodobně zmíněný Decapauli, podílel se na něm také Martin Reiner. Podoba areálu včetně kostela se dochovala v takzvaném Dientzenhoferově skicáři.

### Od 18. do 1. poloviny 20. století
24. září roku 1702 byl položen základní kámen již dříve započaté stavby vrcholně barokního kostela svaté Voršily se severní kaplí, vystavěné podle návrhu Marca Antonia Canevalleho do roku 1704. V letech 1720–1725 byl Decapauliho dům přestavěn na školní budovu s lusthausem. Následovala výstavba tzv. vnější školy ve Voršilské ulici a přestavba internátní školy při Nových alejích (Národní třídě). Po té došlo k vestavbě školní kaple Nejsvětějšího Srdce Páně, reprezentační prostory byly roku 1725 přestavěny na klášterní knihovnu a přibyla lázeň. Lusthaus přestavěl Kilián Ignác Dientzenhofer roku 1729 na domácí divadlo, jehož stavba byla zbořena roku 1937. Konventní kaple byla adaptována na refektář pro chovanky internátu.
Ve dvoře byly chlév, stáj a prádelna a v zahradě skleník, rušené při stavebních úpravách od konce 19. století do roku 1937. V době církevních reforem císaře Josefa II. byl klášter dekretem ze 6. srpna 1784 zrušen, ale krátce nato opět obnoven. Majetek však mezitím propadl náboženskému fondu, a voršilkám byl pouze propůjčován.
Během 19. století byly provedeny různé bourací a stavební úpravy, postupně zastavěna valná část zahrady. Po sekularizaci školství v Československu z roku 1919 následoval úbytek žákyň školy a od roku 1921 začala být část budov pronajímána. Razantní modernizaci znamenala výstavba nové školní budovy s bazénem v roce 1937.

### Od roku 1951 do současnosti
Podruhé byl klášter zrušen komunistickým režimem v roce 1951, řádové sestry byly odvezeny do internace v severních Čechách a škola zestátněna. Část budovy konventu do Voršilské ulice využívala hudební škola (LŠU), severní křídlo do Národní třídy obsadil Endokrinologický ústav a až do roku 2015 proslulá Klášterní vinárna. Do západní části areálu kláštera zasáhla v 70. letech stavba Nové scény Národního divadla. Klášter a školy byly navráceny Římské unii řádu svaté Voršily po sametové revoluci v restituci roku 1991, stejně tak pozemky pod Novou scénou Národního divadla, o něž se vedl spor, protože je voršilky pod cenou prodaly firmě Themos a později byla jejich restituce zpochybněna. V někdejších budovách kláštera dosud v nájmu sídlí Endokrinologický ústav, restaurace (pivovar) a gastronomická prodejna italských specialit Aggeo.

## Galerie

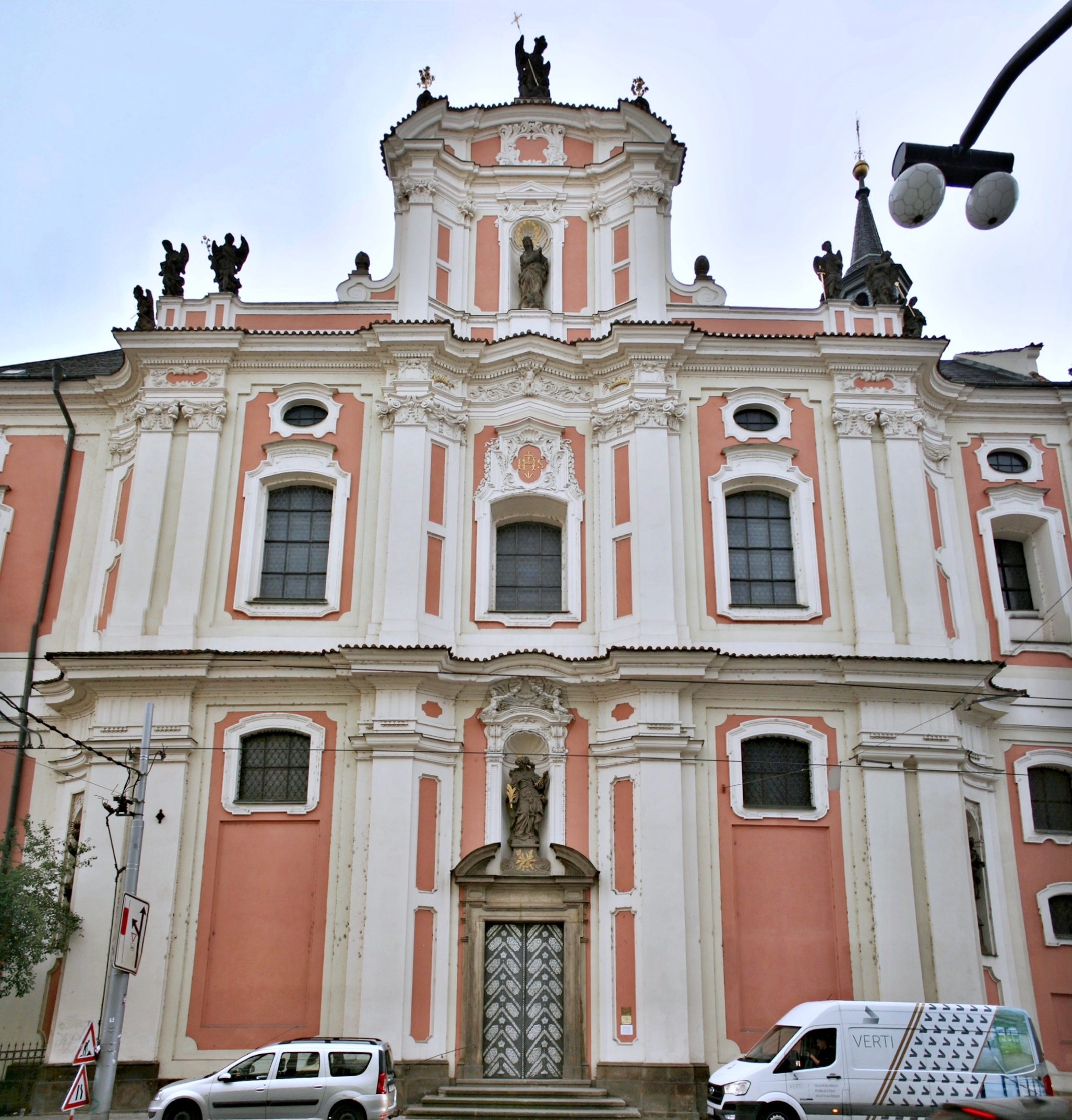
Kostel svaté Voršily na Národní třídě
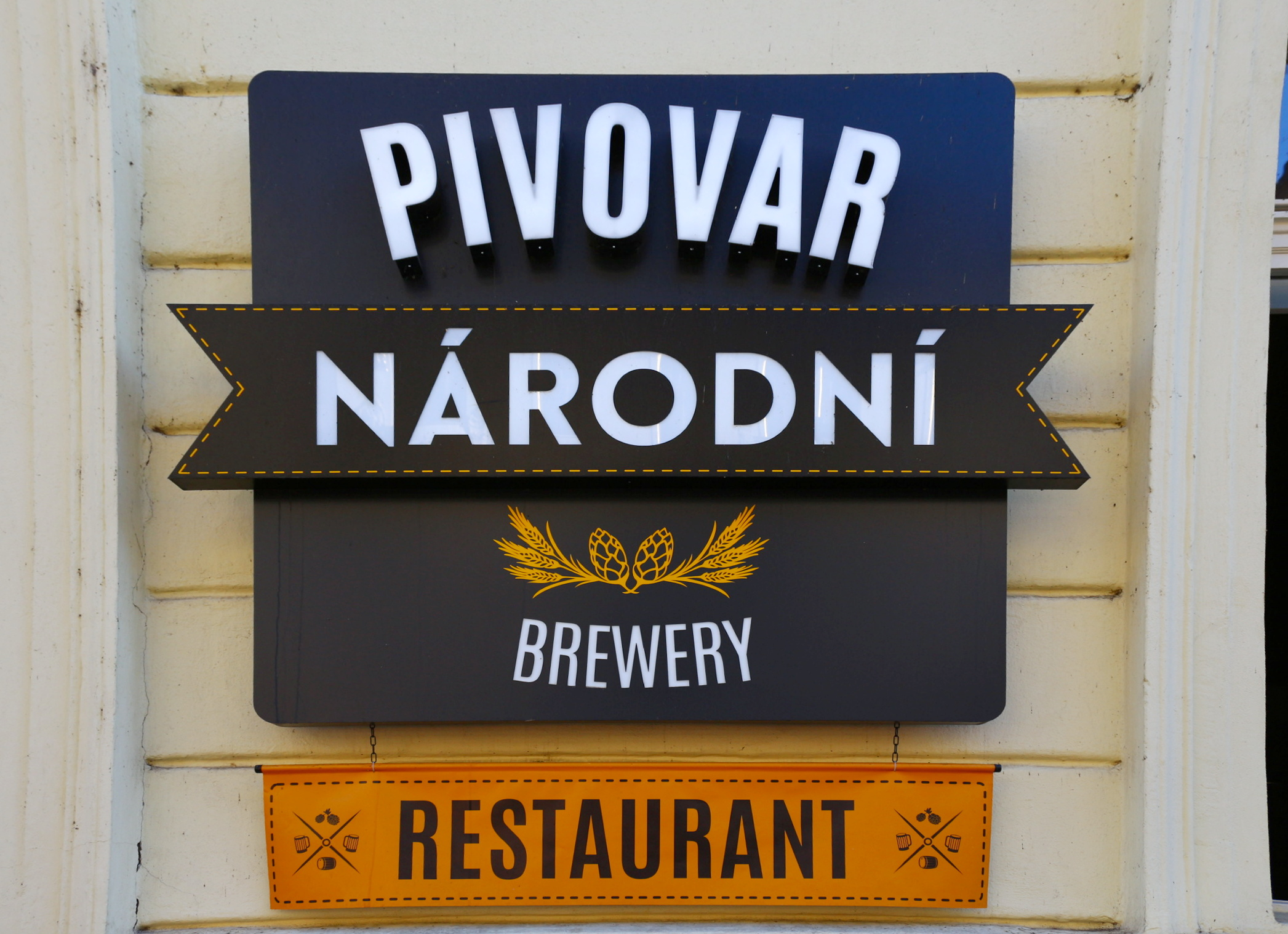
Pivovar a restaurace v budově kláštera